# Alijaha (stacja kolejowa)
Alijaha (ukr. Аліяга) – stacja kolejowa w miejscowości Alijaha, w rejonie bołgradzkim, w obwodzie odeskim, na Ukrainie. Położona jest na linii z Odessy do Izmaiłu.